# Sugar Ray Leonard
Sugar Ray Leonard, rodným jménem Ray Charles Leonard (* 17. května 1956, Wilmington) je bývalý americký profesionální boxer.
Jeho profesionální kariéra trvala 20 let (1977-1997). Absolvoval 40 zápasů, z nich 36 vyhrál, z toho 25 knockoutem. Držel titul mistra světa v pěti váhových kategoriích. Jako amatér stihl roku 1976 vyhrát zlato na olympijských hrách v Montrealu, ve velterové váze. Rok předtím ve stejné váhové kategorii vyhrál Panamerické hry. Po skončení kariéry se stal motivačním řečníkem a příležitostně se objevoval i ve filmu.